# Monestir de Galhac
El monestir de Sant Quintí de Galhac, conegut generalment com a monestir de Galhac, és una antiga abadia benedictina situada a Galhac (municipi del Tarn). Els seus vestigis estan catalogats com a monument històric.
Fou un establiment religiós del Llenguadoc, situat a l'Albigès, fundat per Pipí I d'Aquitània, i agregat a l'abadia de Fijac. Al segle x va agafar el nom de monestir de Sant Miquel de Galhac, i el 972 fou dotat per Ramon (V) de Tolosa i d'Albi que és considerat com el seu verdader fundador. Després va passar sota dependència de l'abadia de Chaise-Dieu que el va reformar i a la que va restar unit fins al segle xvi, quan fou secularitzat. La població de Gaillac (Galhac en occità) ja existia al segle vii.